# Càmera de televisió
|  | Per a altres significats, vegeu «Càmera de vídeo». |

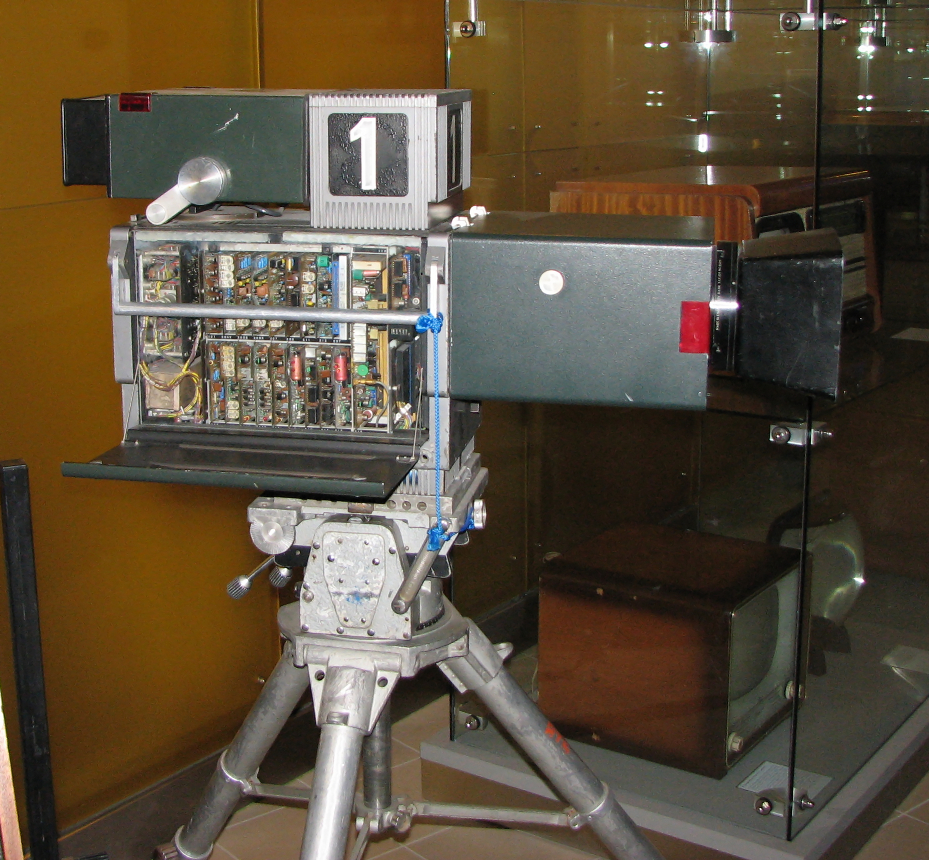
Càmera de televisió d'estudi primitiva

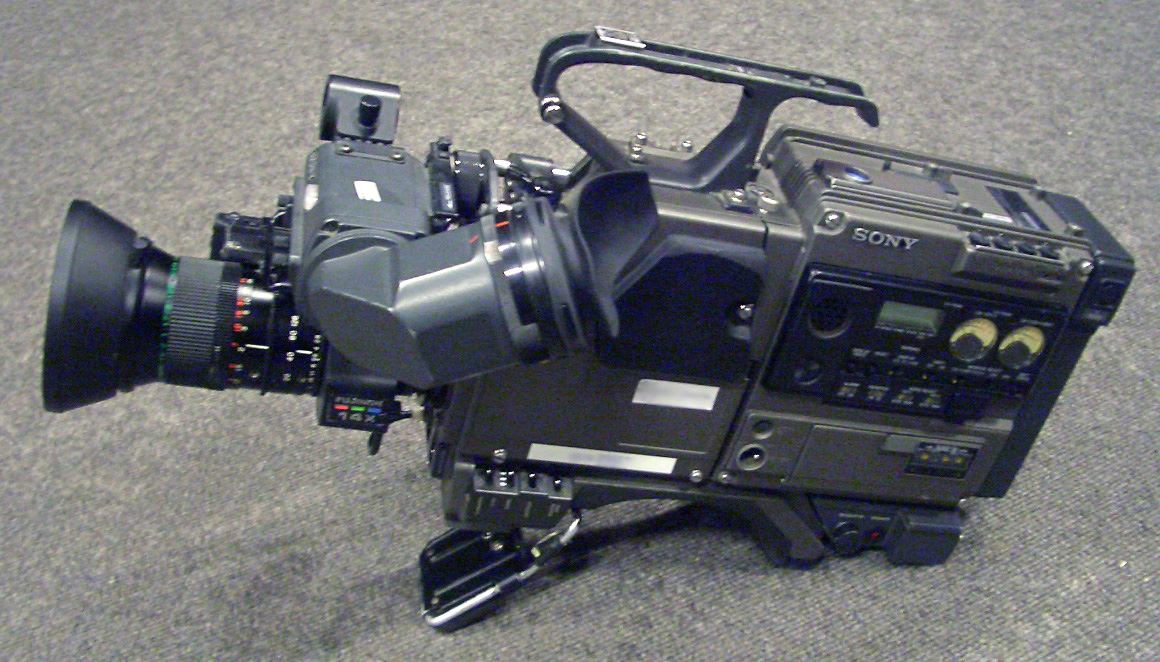
Càmera de televisió actual, professional

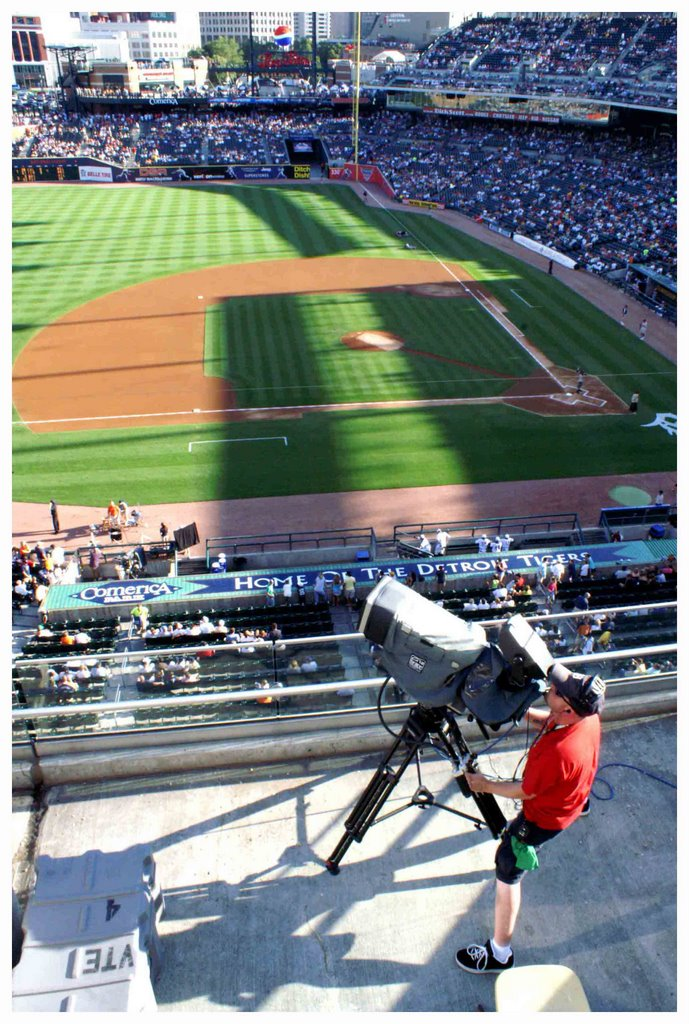
Operador i cámara a un partit de baseball.

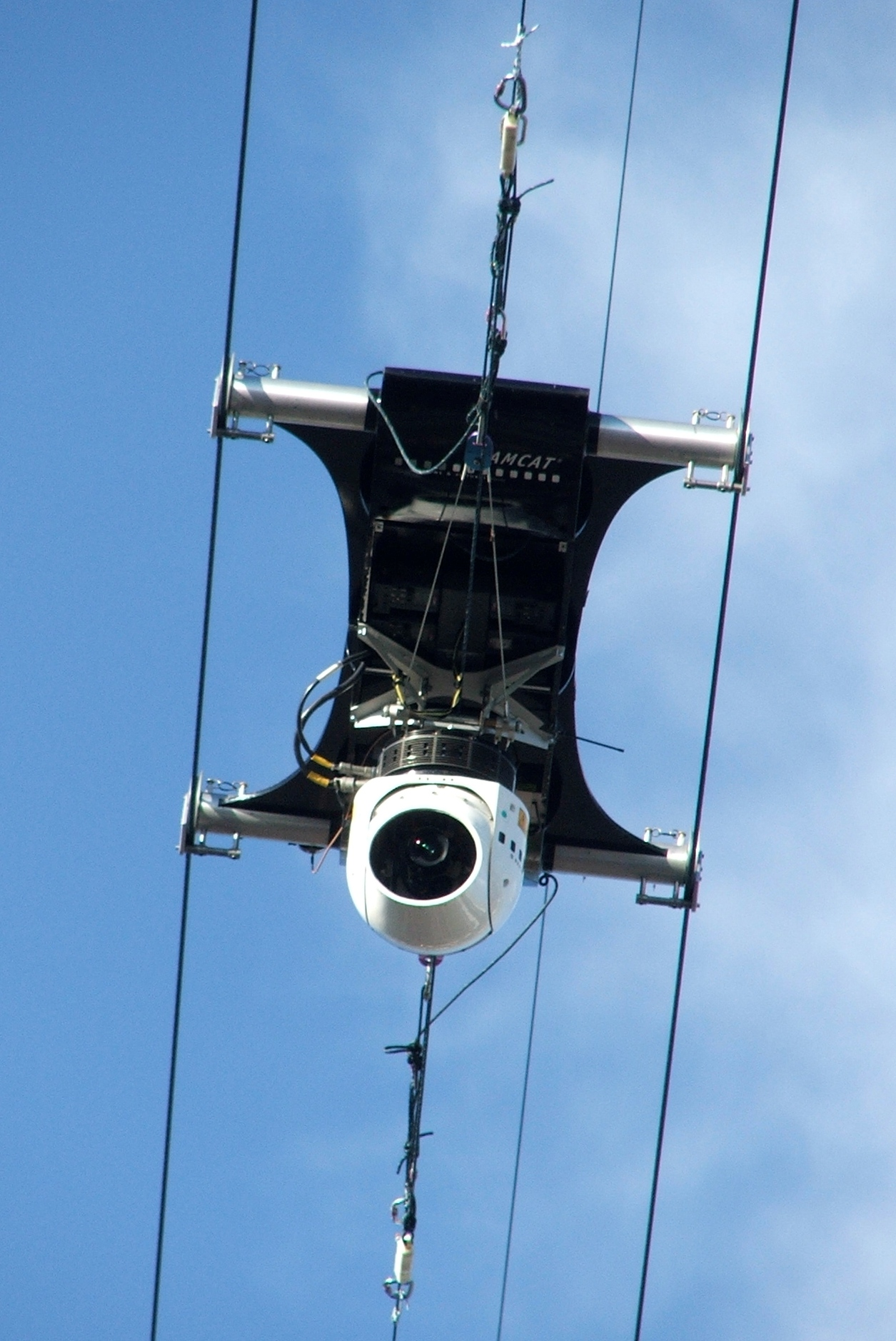
Una cámara de control remoto montada en un telefèric miniatura

La càmera de vídeo és un dispositiu que captura imatges convertint-les en senyals elèctrics, en la majoria dels casos en un senyal de vídeo, també conegut com a senyal de televisió. En altres paraules, una càmera de vídeo és un transductor òptic.
La televisió en blanc i negre, que utilitza únicament la informació de la llum d'una imatge (la luminància), utilitza càmeres d'un sol canal de captació. Els sistemes per a televisió en color, que necessiten captar les característiques dels diferents colors, la crominància, fan servir tres canals, cada un d'ells destinat a la captura d'un color primari.
Les primeres càmeres de vídeo van utilitzar tubs electrònics com captadors: un tipus de Vàlvula de buit que realitzaven, mitjançant l'escombrat per un feix d'electrons de l'objecte on es formava la imatge procedent d'un sistema de lents i la transducció de la llum que conformava la imatge en senyals elèctrics. En l'època dels 80 del segle xx, es van desenvolupar transductors d'estat sòlid: els CCDs (Dispositius de càrrega acoblada) que van substituir molt avantatjosament els tubs electrònics, propiciant una disminució en la mida i el pes de les càmeres de vídeo. A més van proporcionar una major qualitat i fiabilitat, encara que amb una exigència més elevada en la qualitat de les òptiques utilitzades.

## Història
La càmera de televisió va ser inventada el 1923 per Vladímir Zvorikin que li va donar el nom d'iconoscopi; tres anys més tard, l'enginyer escocès John Logie Baird va fer les primeres demostracions de transmissió d'imatges de 3,8 x 5 cm, amb una definició de 30 línies.
Les primeres transmissions públiques de televisió es van fer amb el Mètode Baird el 1929 a la Gran Bretanya. A mesura que avançava la tecnologia, es va passar a una major quantitat de línies i la freqüència d'imatges va millorar a 25 o 30 per segon.
El primer sistema «compatible» de televisió en color NTSC (National Televisison System Commitee) es va inventar als Estats Units i es va assajar a partir de 1950; l'empresa  GE va començar a comercialitzar aparells de color amb aquesta norma el 1966.
A Europa es van dissenyar sistemes de televisió en color basats en el sistema NTSC (millorant-ne els defectes) i es van assajar a partir de 1962:
- El sistema PAL (Phase alternating line) de televisió en color el va dissenyar el Dr. Bruch als laboratoris de Telefunken d'Alemanya.
- El sistema SECAM (Séquentiel à mémoire) de televisió en color el va dissenyar a França l'enginyer Henri France.

## Components d'una càmera de televisió

### Tipus bàsics de càmeres
Hi ha dos tipus bàsics de càmeres de TV: les portàtils, també anomenades de ENG, i les d'estudi o televisió. Les càmeres d'estudi van integrades en el sistema de producció corresponent, és a dir, formen part de la instal·lació de vídeo d'aquest estudi o unitat mòbil, mentre que les d'ENG treballen independents de qualsevol instal·lació i solen anar associades a un sistema d'enregistrament de senyals de TV; normalment un VTR portàtil o associat a la pròpia càmera. No obstant això, lo anterior no vol dir que una càmera portàtil no pugui formar part de les instal·lacions d'un estudi en un moment donat.

### Els elements que componen una càmera de televisió
El sistema complet d'una càmera de vídeo rep el nom de cadena de càmera i consta del cap de càmera, que és la part que està al plató o en el lloc de la producció, i l'estació base o base station, que és la part de la càmera que la uneix amb la resta del sistema de producció.
El cap de càmera i l'estació base s'uneixen entre si mitjançant una mànega de diversos cables, per on van els senyals que s'envien del sistema a la càmera i d'aquesta al sistema, així com les alimentacions corresponents. Aquest cable múltiple pot ser substituït per un cable coaxial anomenat Triaxial, pel qual els senyals s'introdueixen mitjançant multiplexació en freqüència. També hi ha sistemes de connexió sense fil, però només són utilitzats en casos molt concrets i especials.
Atenent a la cadena de càmera completa, podem distingir diverses parts diferents.
En el cap de càmera tenim:
- La òptica: que capta l'escena que ha de ser analitzada pel sistema. Està format normalment per un objectiu de focal variable (zoom), que permet abastir diferents angles d'imatge, o, a vegades, per un objectiu focal fixe.
- El cos de càmera: espai on resideix la instrumentació electrònica encarregada de la captació i la conversió de les imatges.
- El tub de càmera: encargat de la transformació de la llum en valors de tensió.
- Els circuits amplificadors: que asseguren la preamplificació del senyal de vídeo proporcionada pel tub.
- El monitor d'imatge: que és com un televisor de dimensions molt reduïdes, la funcionalitat del qual és proporcionar al operador de la càmera la imatge que la càmera està analitzant.[1]
- L'adaptador triaxial, o l'adaptador al sistema de connexió triat amb l'estació base: comunica el cap de càmera amb l'estació base.

A l'estació base tenim:
- L'adaptador triaxial, o l'adaptador a sistema de connexió triat: comunica l'estació base amb el cap de càmera.
- Sistema electrònic: conjunt de circuits necessaris per realitzar la connexió de la cadena de càmera a la resta de la instal·lació.

## Classificació de les càmeres

### Segons la seva qualitat
- Càmeres domèstiques: dissenyades completament per a ús domèstic, no aptes per a la transmissió. La gran majoria tenen poques possibilitats de control de la imatge i la majoria dels ajustos són realitzats de forma automàtica. Avui en dia, i amb l'avanç de la tecnologia, la seva qualitat d'imatge ha millorat ostensiblement.
- Càmeres semiprofessionals: són equips relativament assequibles pel que fa al preu, i la seva qualitat és superior a les domèstiques. Encara que són de qualitat mitjana en termes de transmissió, s'han tornat populars en aquest àmbit com a càmeres ENG, ja que la seva qualitat d'imatge, sense ser professional, és molt bona. A diferència de les domèstiques, ja permeten personalitzar certs ajustaments, com el maneig de l'iris manual, el focus i el zoom manuals o el balanç de blancs, entre d'altres funcions. En general incorporen tres CCD.
- Càmeres professionals: càmeres de gamma alta, utilitzades en productores i canals de televisió, amb un cost no assequible per a l'ús personal. Lliuren una molt bona qualitat d'imatge de televisió i en general són utilitzades per als registres d'imatge anteriors a l'emissió (ENG). No obstant això, poden ser fàcilment adaptades per a ser usades com a càmera d'estudi.
- Càmeres broadcast: són equips dissenyats per a la indústria televisiva i l'emissió del senyal. Càmeres d'altíssima qualitat i de costos molt elevats, funcionen només com a càmeres d'estudi. Prioritzen obtenir una màxima qualitat d'imatge per sobre de la portabilitat de la càmera. Per tant, de vegades són de grans dimensions i han de ser utilitzades sobre pedestals.

### Segons la seva utilització
- Càmeres d'estudi (EFP): aquestes càmeres estan dissenyades per a obtenir la millor qualitat d'imatge possible en funció de la rapidesa amb què s'obté. Estan connectades directament a la sala tècnica de l'estudi, és a dir, són càmeres que només transporten el senyal de vídeo, no poden gravar per elles soles. A la sala tècnica, el control de vídeo s'encarrega de la configuració de la càmera, com ara el control del diafragma o el balanç de colors, entre altres funcions. El càmera treballarà sobre els moviments, emplaçaments, enquadraments, moviments òptics i enfocament, que generalment són indicats pel director de televisió.
- Càmeres de terreny (ENG): és a dir, el camcorder. Porten un gravador incorporat que captura la imatge. Els senyals de vídeo i àudio generats per la càmera i el seu micròfon corresponent van directament al gravador, sense necessitat de cables. Actualment la majoria d'aquestes càmeres poden ser adaptades per al seu ús a l'estudi.

## Funcionament d'una càmera de vídeo
Podem explicar el seu funcionament per passos. Primer, la llum que prové de l'òptica és descomposta al passar per un prisma de miralls dicróics que descomponen la llum en els tres components bàsics que s'utilitzen en televisió: el vermell (R o xarxa), el verd (G o green) i el blau (B o blue). Just a l'altra cara de cada costat del prisma, estan els captadors, actualment dispositius CCDs i anteriorment tubs de càmera. El sistema òptic està ajustat perquè en el target de cada captador es reconstrueixi la imatge nítidament. Aquesta imatge és llegida pels CCDs i el seu sistema de mostreig i és conduïda als circuits preamplificadors.
Els circuits de mostreig i lectura dels CCD han d'estar sincronitzats amb el senyal de referència de l'estació. Per a això, tots els generadors de polsos s'enclaven amb els senyals procedents de sistema de sincronisme de la càmera, que rep el senyal de genlock, normalment negre de color, des del sistema en el qual s'està treballant. O bé, es treballa sense referència exterior, com sol fer-se a l'utilitzar càmeres d'ENG.
Aquesta imatge llegida pels CCD i el seu sistema de mostreig, és conduïda després als circuits preamplificadors. En els preamplificadors es genera i s'insereix, quan així es vol, el senyal de prova, anomenada pols de calibratge, comunament anomenada calç, la qual recorrerà tota l'electrònica de la càmera i servirà per realitzar un ràpid diagnòstic i ajust de la mateixa. Dels preamplificadors, els senyals arriben als processadors, on es realitzaran les correccions de gamma, detall, cinta, etc.
Els senyals ja estan llestos per sortir al sistema de producció o per ser gravades. S'envien llavors als circuits de visionat, els quals mostren la imatge al visor de la càmera i la transmeten mitjançant els corresponents connectors de sortida.
La sortida bàsica, vídeo compost VBS, segueix sent la de sistema analògic de TV triat: PAL, NTSC o SECAM, de manera que el codificador està present en totes les càmeres. Afegit a aquest estarà el codificador del senyal a digital IEEE1394, FireWire o la SDI o HDSDI. Aquests senyals són enviades mitjançant l'adaptador triax, fibra òptica o multicore (26pins) a l'estació base, que s'encarregarà de enrutarlas en el sistema de producció al qual pertany la càmera. Si la càmera unida a un magnetoscopi és un camcorder o un camascopi, els senyals es subministren als circuits indicats per al seu enregistrament en cinta, en disc òptic, disc dur o targetes de memòria.
Totes les funcions de la càmera estan controlades per un processador, el qual es comunica amb els panells de control, tant d'enginyeria (MSP) com d'explotació (OCP), i és l'encarregat de realitzar els ajustos automàtics i / o manuals pertinents.
Els sistemes auxiliars de comunicació intercom i els sistemes de control de l'òptica i de llum d'avís Tally resideixen en circuits electrònics de la placa auxiliar. Tot això és alimentat per la font d'alimentació que s'encarrega de generar les diferents tensions d'alimentació necessàries per als equips electrònics i òptics. Aquestes tensions solen partir d'una única tensió d'alimentació 12 Volt CC.

## L'associació amb un magnetoscopi: els camcorders o camascopios
L'avanç en la tecnologia electrònica i el desenvolupament de diferents sistemes d'enregistrament del senyal de vídeo que van anar imposant l'ús de la cintes en cassets, com és el cas dels sistemes Umatic i beta (en totes les seves versions), van proporcionar la possibilitat de poder acoblar a la càmera de televisió un magnetoscopi. El 1985, la casa Sony, va llançar al mercat de la televisió professional el sistema betacam, que incloïa models de càmeres d'ENG que incorporaven el gravador, fins llavors sempre a part. Aquesta associació, que al principi era removible, va donar lloc als Camcorders, que són equips integrats de càmera i magnetoscopi.

## Al món domèstic
La càmera de vídeo domèstica és una variant simplificada de les càmeres professionals. El que va començar com una càmera unida a un "petit" magnetoscopi, ràpidament va donar pas als camcorders més o menys voluminosos. Aquests depenien del format d'enregistrament utilitzat i van ser molts els fabricants que van dissenyar models de cinta de vídeo més petits que els seus similars utilitzats en els magnetoscopis de sobretaula domèstics. Alguns d'ells necessitaven adaptadors per ser compatibles amb els equips de sobretaula.
Atenent a la càmera, la revolució es va produir, com al món professional, amb el pas dels tubs als captadors CCDs. Aquesta nova tecnologia va permetre la reducció de la mida i el pes.
Les càmeres domèstiques no solen utilitzar tres captadors independents per traduir la imatge a senyals elèctrics. El normal és la utilització de solament un captador, abans un tub, ara un CCD i, i mitjançant una sèrie de filtres òptics fer que aquest, en cada moment, realitzi la captació de cada color. Això sol anar acompanyat pel tractament del senyal obtingut per tal d'augmentar la seva qualitat, la seva resolució.
L'aparició de la tecnologia digital ha donat lloc a un nou camp de la comprensió del senyal. Quan es realitza el mostreig del senyal de vídeo, se sol utilitzar la relació 4: 2: 2 (això és la luminància, que es mostreja a quatre vegades la freqüència de la subportadora mentre que els components de color, a la de 2 vegades la subportadora) En una càmera domèstica es manté el mostreig de la luminància, però es redueix el de les portadores de color, donant la relació 4: 1: 1 o 4: 0: 2 o qualsevol similar.
Les càmeres domèstiques no tenen tots els sistemes de control de les professionals. Estan pensades per al treball en solitari (pel que no precisen ser sincronitzades). El concepte de "cadena de càmera" desapareix en aquest cas ja que, com ja s'ha indicat, s'utilitza exclusivament en el format camcorder. Això elimina els retorns, els senyals de tally, la comunicació, etc. Per contra, incorporen una sèrie molt gran d'automatismes que busquen que, independentment de les condicions de l'enregistrament, el senyal obtingut sigui de la millor qualitat estètica possible. Automatismes que consisteixen en el balanç de blancs, autofocus i iris automàtics, acompanyats d'efectes de fosos a negre, edició, i inserció de caràcters i àudio.